# 會澤金線魮
會澤金線魮，又稱會澤金線䰾（学名：Sinocyclocheilus huizeensis）为輻鰭魚綱鯉形目鲤科金線魮屬的其中一種。分布於亞洲中國雲南省金沙江流域大龍泉，背鰭軟條7枚、臀鰭軟條5枚、脊椎骨38-39個，體長可達10.2公分，棲息在底中層水域，生活習性不明。

## 扩展阅读
維基物種上的相關：會澤金線魮